# Real McCoy

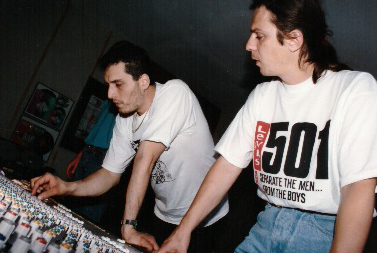
Frank Hassas & Juergen Wind

Real McCoy, eerder bekend als MC Sar & The Real McCoy, is een Duitse eurodanceformatie, met in de jaren 90 een aantal internationale hits.

## Bandleden
- Olaf Jeglitza - zang en keyboards (1989-heden)
- Debbie Butts - zang (2009–heden)
- Gemma Sampson - zang (2009–heden)
- Karin Kasar - zang (1992-1995)
- Patricia Petersen - zang (1990-1995)
- Vanessa Mason - zang (1994-1998)
- Lisa Cork - zang (1997-1998)
- Jason - zang (1999-2000)
- Gabi - zang (1999-2000)
- Ginger Kamphuis - zang (1999-2000)

## Discografie
| Single met eventuele hitnotering(en) in de Nederlandse Top 40 | Datum van verschijnen | Datum van binnenkomst | Hoogste positie | Aantal weken | Opmerkingen |
| ------------------------------------------------------------- | --------------------- | --------------------- | --------------- | ------------ | ----------- |
| It's On You                                                   | 1990                  | 1-9-1990              | 3               | 10           |             |
| Don't Stop                                                    | 1990                  | 24-11-1990            | 23              | 4            |             |
| Another Night                                                 | 1994                  | 24-12-1994            | 13              | 7            |             |
| Love And Devotion                                             | 1995                  | 15-02-1995            | 24              | 4            |             |
| Run Away                                                      | 1995                  | 06-04-1995            | 33              | 3            |             |

| Single met hitnotering(en) in de Vlaamse Ultratop 50 | Datum van verschijnen | Datum van binnenkomst | Hoogste positie | Aantal weken | Opmerkingen                   |
| ---------------------------------------------------- | --------------------- | --------------------- | --------------- | ------------ | ----------------------------- |
| Another Night                                        | 1993                  | 01-04-1995            | 28              | 2            | als M.C. Sar & The Real McCoy |
| Love And Devotion                                    | 1994                  | 13-05-1995            | 12              | 13           |                               |
| Come And Get Your Love                               | 1995                  | 02-09-1995            | 39              | 3            |                               |